# Juniors
Pour plus de détails, voir Fiche technique et Distribution.
Juniors est une comédie française réalisée par Hugo P. Thomas et sortie en 2022.

## Fiche technique
Sauf indication contraire, les informations mentionnées dans cette section peuvent être confirmées par les bases de données cinématographiques IMDb et Allociné,  présentes dans la section « Liens externes ».
- Titre original : Juniors
- Réalisation : Hugo P. Thomas
- Scénario : Hugo P. Thomas et Jules Lugan
- Musique : Lionel Flairs, Benoît Rault et François Villevieille
- Décors : Florent Chicouard
- Costumes : Florence Gautier
- Photographie : Vadim Alsayed
- Montage : Joseph Comar
- Son : Cédric Berger, Clément Badin et Lionel Guenoun
- Production : Pierre-Louis Garnon et Frédéric Jouve
  - Production associée : Gregory Chambet et Dimitri Stephanides
- Sociétés de production : Les Films Velvet et Baxter Films
- Sociétés de distribution : The Jokers / Les Bookmakers (France)
- Pays de production :  France
- Langue originale : français
- Format : couleur — 1,85:1 — son 5.1
- Genre : comédie
- Durée : 95 minutes
- Dates de sortie :
  - France : 13 octobre 2022 (Festival international du film indépendant de Bordeaux)[1],[2] ; 26 juillet 2023 (en salles)

## Distribution
Sauf indication contraire ou complémentaire, les informations mentionnées dans cette section proviennent du générique de fin de l'œuvre audiovisuelle présentée ici.
- Vanessa Paradis : Véronique
- Ewan Bourdelles : Jordan
- Noah Zandouche : Patrick
- Alaïs Bertrand : Fanni
- Clara Machado : Mathilde
- Aurélien Moulin : William
- Marie Salvetat : Mme Lacombe, la principale
- Franck Ropers : M. Pujol, le professeur de sport
- Marielle Gautier : Mme Kastendeuch, la professeure d'arts plastiques
- Florian Fresquet : M. Da Costa, le professeur de techno
- Julien Beats : Baptiste

## Production
Le tournage a lieu du 10 juin à fin juillet 2021.

## Distinctions
- Festival international du film indépendant de Bordeaux 2022 : en compétition[1],[2]